# سیارک ۱۰۴۳۱
سیارک ۱۰۴۳۱ (به انگلیسی: 10431 Pottasch، نامگذاری:4042P-L) ده هزار و چهارصد و سی و یکمین سیارک کشف شده‌است که در ۲۴ سپتامبر ۱۹۶۰ کشف شد.
قدر مطلق سیارک برابر ۱۴٫۳۰ است.